# Le Lilas
Pour les articles homonymes, voir Lilas.
Le Lilas est une mélodie pour voix et piano de Claude Debussy composée en 1882 sur un poème de Théodore de Banville.

## Présentation
Le Lilas est composé sur un texte de Théodore de Banville extrait du recueil Les Stalactites (livre III, Les Caprices en dizains à la manière de Clément Marot, no XVII),.
L'incipit de l'œuvre est : « Ô floraison divine des lilas ».
Le poème est un dizain, soit dix vers de dix syllabes avec la particularité que le premier vers rime avec le troisième, le deuxième avec le quatrième et le cinquième, les sixième, septième et neuvième riment ensemble, tandis que le huitième rime avec le dixième. Musicalement, la mélodie, « tempo de fantasia », est écrite dans une veine passionnée.
Sur le manuscrit autographe, la partition est datée 12 avril 1882.
La mélodie est publiée en 1984 par Jobert, comme no III du recueil Sept poèmes de Banville (édité par J. Briscoe).
La durée moyenne d'exécution de la pièce est d'une minute trente environ.
Dans le catalogue des œuvres du compositeur établi par le musicologue François Lesure, Le Lilas porte le numéro L 36 (22).

## Discographie
- Debussy Songs vol. 3, Jennifer France (soprano), Malcolm Martineau (piano), Hyperion Records CDA68016, 2014.
- Claude Debussy : intégrale des mélodies, 4 CD, Liliana Faraon et Magali Léger (sopranos), Marie-Ange Todorovitch (mezzo-soprano), Gilles Ragon (ténor), François Le Roux (baryton), Jean-Louis Haguenauer (piano), Ligia Digital, 2014[6],[7].
- Claude Debussy : The complete works, CD 19, Liliana Faraon (soprano), Jean-Louis Haguenauer (piano), Warner Classics, 2018[8].